# Állami Nyomda
 (avril 2021).
Si vous disposez d'ouvrages ou d'articles de référence ou si vous connaissez des sites web de qualité traitant du thème abordé ici, merci de compléter l'article en donnant les références utiles à sa vérifiabilité et en les liant à la section « Notes et références ».
Állami Nyomda est l'Imprimerie d’État hongroise, une des imprimeries de sécurité qui, en Hongrie et dans la région d’Europe centrale et d’Europe de l’Est présente les meilleurs résultats. Par le passé, la société produisait des articles d’imprimerie traditionnels.  Aujourd’hui, elle est spécialisée dans la fabrication de produits de sécurité, de cartes en plastique avec personnalisation, dans le traitement des documents électroniques et la reproduction des correspondances commerciales. Depuis le mois de décembre 2005, les actions ordinaires de la société sont souscrites à la Bourse de Budapest.

## L’histoire de l’Imprimerie d’État

### Les débuts
L’ancêtre de l’imprimerie d’État du gouvernement hongrois indépendant, constitué après le Compromis austro-hongrois de 1867, est la filiale de l’entreprise Staatsdruckerei de Vienne créée par le gouvernement autrichien à Temesvár après l’étouffement de la révolution et de la guerre d’indépendance de 1848-49.
Fonctionnant dès le début de 1851, l’imprimerie devint l’une des institutions les plus importantes de la ville où, à cette époque, existait déjà une industrie typographique bien développée. C’est en 1868 que pour répondre aux besoins du gouvernement hongrois concernant les imprimés administratifs, l’usine, avec toutes ses installations et une grande partie de son personnel qualifié, s’établit au quartier administratif du Château de Buda, tout près des ministères.
En ce temps-là, c’est à la Direction du ministère des Finances qu’appartenait encore l’Institut royal d’imprimerie cadastrale lithographique et cartographique de Hongrie qui, à partir de 1868, produisit et reproduisit les arpentages et les plans cadastraux constituant la base du système d’impôt foncier. Le gouvernement décida la fusion des deux imprimeries pour assurer la production intérieure des timbres fiscaux indispensables au ministère des Finances. La fusion et le développement sembla permettre de remplir les conditions nécessaires à la production rapide, sûre et – jusqu’au moment de leur publication – secrète, des timbres fiscaux et d’autres imprimés utilisés dans l’administration et nécessaires au fonctionnement de la Trésorerie. La nouvelle institution prit le nom officiel d’Imprimerie d’État royale hongroise.

### Depuis 1901, sous le nom d’Imprimerie d’État
Suivant l’organisation en 1901, le nom de l’imprimerie fut changé en Imprimerie d’État.
C’est à l’Imprimerie d’État que furent imprimés le budget public accompagné du descriptif budgétaire, les comptes finaux, les propositions de loi les plus importantes, le Bulletin Financier, ainsi que les livres des horaires des Chemins de fer nationaux de Hongrie. C’est également là que furent produits les Bons des Caisses royales hongroises, les divers billets du trésor, les rentes sur l’État, les billets de rentes constitués, les billets de loterie, les formulaires d’effets, les lettres de voiture des transports intérieurs et à l’étranger, l’emballage pour  cigares et produits de tabac ainsi que les vignettes des marques fiscales. 
En 1922, le gouvernement hongrois fonda l’Imprimerie des monnaies hongroise qui, à partir du mois d’août 1923, commença la production intérieure des billets, dans les ateliers de l’Imprimerie d’État. Au cours de la Deuxième Guerre mondiale, fonctionnant comme usine militaire, l’imprimerie produisait des tickets de rationnement et de carburant. Après la guerre, l’impression des documents de la poste et du chemin de fer fut reprise pendant que la reproduction des imprimés d’État, des obligations et des billets de loterie se poursuivait. C’est l’Imprimerie d’État qui fournit les bulletins de vote pour les élections de 1945. Ensuite, c’est elle qui imprima les billets de pengő fiscal émis lors de l’hyperinflation de l’année 1946. Depuis 1947, la société produit les billets de loto – sportif au début – plus tard ceux de la loterie. En plus de la production des imprimés de jeu d’argent, aujourd’hui, l’activité de l’entreprise comprend, – tous les quatre ans – la production des documents pour les élections. L’impression polychrome des timbres est devenue possible après l’augmentation de la capacité de production et de l’amélioration de la qualité due aux investissements réalisés en 1957. L’imprimerie des timbres d’exportation a commencé dans les années soixante.

### Le premiertimbrehongrois – 1871
Au cours des décennies, parmi les différentes activités de l’Imprimerie d’État, c’est la production de timbres qui devint la plus connue du grand public. Après l’accord austro-hongrois, avec l’intention d’accentuer son indépendance, mais également pour des raisons financières et administratives, le gouvernement hongrois trouva nécessaire d’introduire un timbre national pour acquitter les droits et l’affranchissement des services postaux. Auparavant, cela n’était possible que par des timbres à l’émission parallèle – autrichienne et hongroise – imprimés naturellement à Vienne. La production en Hongrie des timbres fiscaux commença à partir de 1869 dans les ateliers de l’Imprimerie d’État dirigée par le ministère des Finances hongrois. Le décret du Compromis de 1867 relatif à la poste entra en vigueur le premier mai. Dès cette époque, tous les bureaux de poste se trouvant sur le territoire de la Hongrie appartenaient à la Direction de la poste hongroise et aussi, l’idée d’introduire des timbres en émission nationale pour les envois de la Poste hongroise sembla tout à fait acceptable. Ce souhait fut respecté par le gouvernement de l’Empire et le 20 juin 1868, le premier timbre hongrois pour journaux sortit. Il est vrai qu’il a été imprimé à Vienne et que l’écriture du filigrane était lisible en allemand, mais sur le timbre se trouvait l’inscription en hongrois et le dessin portait les armoiries hongroises et de la couronne. À la suite d’un développement technologique de la chaîne de fabrication des timbres à l’Imprimerie d’État, le premier timbre-poste de production intérieure fut mis en circulation en 1871.

### L’Imprimerie d’État aujourd’hui
Après le changement de système politique en Hongrie et la cessation d’une grande partie des monopoles nationaux, la concurrence commença pour la production des articles dont la fabrication était jusque-là, un droit exclusif. L’ancien système de protection sociale ayant disparu, il ne resta d’autre possibilité à l’entreprise que de réévaluer sa situation. Dans ces circonstances, en 1993, l’Imprimerie d’État fut privatisée.
Devant les besoins de locaux plus spacieux, de meilleures conditions de travail et de plus de modernité, la société quitta son bâtiment situé au Château à Kőbánya. L’Imprimerie neuve dans la rue Halom fut inaugurée solennellement le 4 octobre 1994. Entre-temps, l’Imprimerie d’État a bénéficié du parc de machines de l’Imprimerie Leporelló SZÜV et de la plupart de son personnel. En fin de l’année 1997, le portefeuille de l’Imprimerie s’enrichit d’une branche toute neuve, la production de cartes en plastique et la personnalisation. 
Le développement, commencé au début de 1998, ne cessa de continuer au cours de l’année 2000 – de sorte que l’installation d’une nouvelle usine moderne au chantier de la rue Fátyolka permit de produire également des cartes à puce. En 1999, l’Imprimerie d’État créa son Laboratoire de sécurité des documents, un centre de recherche et Développement. En 2004, l’Imprimerie d’État commença à s’ouvrir aux marchés internationaux. En coopération avec ses partenaires dans les pays, elle créa une entreprise commune en Roumanie et en Bulgarie, alors qu’en Slovaquie et en Russie elle a créé des filiales..

### Produits
L’Imprimerie d’État est spécialisée dans la fabrication de produits de sécurité, notamment des vignettes de marques fiscales, des titres de créances, des tickets de repas, des timbres, ainsi que la production des encres de sécurité et les solutions développées par son Laboratoire de sécurité de documents. L’Imprimerie d’État produit en consortium les documents d’identification en forme de carte : la carte d’identité, le permis de conduire, le certificat d’immatriculation des véhicules et la carte d’étudiant. Outre les documents de cartes, la société produit des cartes à puce de type VISA et MASTERCARD ainsi que des cartes intelligentes à utiliser pour la signature numérisée. De plus, elle participe au développement et à la production des produits basés sur la technologie RFID. Le Groupe Imprimerie d’État a pour activité principale la personnalisation des imprimés, l’enveloppage pour des institutions financiers et des sociétés d’assurance. De plus, elle produit des imprimés de factures, des bulletins d’expédition, des dépliants avec impression offset ou d’autres technologies. La société Imprimerie Kner à Gyoma (Gyomai Kner Nyomda) appartenant au Groupe Imprimerie d’État, produit des livres, des revues et d’autres imprimés divers.

## Sources
- Géza Buzinkay, L’Imprimerie d’État depuis 150 ans, 2001,  (ISBN 963 85674 1 4)
- Imprimerie d’État, Rapport annuel, 2001